# The Dark Side of the Moon Redux
Albums de Roger Waters
The Lockdown Sessions
(2022)
Singles
1. Money
Sortie : 21 juillet 2023
2. Time
Sortie : 24 août 2023
3. Speak to Me/Breathe
Sortie : 21 septembre 2023

The Dark Side of the Moon Redux est le cinquième album studio du musicien anglais Roger Waters, sorti le 6 octobre 2023. Il s'agit d'une « réimagination » de l'album classique de Pink Floyd, The Dark Side of the Moon sorti en 1973. C'est la façon de Waters de célébrer le cinquantième anniversaire de ce classique. Il a été produit par Waters et Gus Seyffert.

## Historique
Roger Waters cofonde le groupe Pink Floyd en 1965. Leur album de 1973 The Dark Side of the Moon, avec des paroles entièrement écrites par Waters, a passé 736 semaines consécutives dans les charts du magazine rock Billboard 200 et s'est vendu à plus de 40 millions d'exemplaires dans le monde. Waters quitte Pink Floyd en 1985 et commence une carrière solo.
L'album précédent de Waters, The Lockdown Sessions, comprend des réenregistrements épurés de plusieurs de ses chansons en solo et avec Pink Floyd. Alors qu'il travaillait sur cet album, il lui vient à l'esprit qu'il pourrait faire un réenregistrement similaire de The Dark Side of the Moon pour son 50e anniversaire.
Dans un communiqué de presse, Waters a écrit : « [Nous] étions si jeunes lorsque nous avons réalisé [l'original], et quand vous regardez le monde qui nous entoure aujourd'hui, il est clair que le message n'est pas resté. C'est pourquoi j'ai commencé à réfléchir à la sagesse qu'un homme de 80 ans pourrait apporter dans une version réinventée ».

## Enregistrement
Aucun autre membre de Pink Floyd n'a travaillé sur The Dark Side of the Moon Redux. Lors des enregistrements, Waters est notamment accompagné par Gus Seyffert, Joey Waronker, Jonathan Wilson, Johnny Shepherd, Azniv Korkejian (Bedouine), Via Mardot, Gabe Noel et Robert Walter,. L'album comporte des sections de spoken word et aucun solo de guitare pour « faire ressortir le cœur et l'âme de l'album musicalement et spirituellement ». La nouvelle version de Speak to Me comprend la récitation par Waters de ses paroles de la chanson Free Four qui origine de l'album Obscured by Clouds de Pink Floyd de 1972.
Waters a expliqué qu'il n'avait pas l'intention que sa version remplace l'originale, mais plutôt qu'elle lui rende hommage. Il profite également de cette nouvelle version pour aborder à nouveau les messages politiques de l'album original. Il a déclaré : « Le nouvel enregistrement est plus réfléchi, je pense, et il est plus révélateur du concept du disque ».

## Sortie
Waters annonce l'album le 21 juillet 2023 avec le single Money. Le 24 août il sort le deuxième single Time, suivi du double single Speak to Me/Breathe le 21 septembre,. En octobre, Waters donne deux concerts au London Palladium où il interprète The Dark Side of the Moon Redux, parle de sujets tels que Julian Assange et lit ses mémoires inédites.

## Réception
Sur l'agrégateur d'avis Metacritic, l'album a un score de 62 sur 100, indiquant un accueil « généralement favorable » basé sur huit avis.
Dans Ultimate Classic Rock, Nick DeRiso donne une critique négative à l'album, critiquant le remplacement des autres membres de Pink Floyd par « plus de mots ». Il trouve qu'une grande partie de l'émotion du disque original manque et décrit les paroles supplémentaires comme « Waters parle encore, mais d'une manière ou d'une autre, ne dit pas grand-chose ».
Une critique plus positive de David Quantick de Classic Rock qualifie l'album de « ni d'éviscération massive de l'original ni de copie servile ». Il écrit que Time sonne comme un « rocher roulé sur une colline, fatigué et vieilli ». Il note également Brain Damage et Time comme étant « à moitié chantés » et efficaces. Uncut le qualifie de « assez intéressant » pour « un exercice artistique », tandis que Mojo estime que « la nouvelle concentration sur les paroles de ces chansons s'avère profondément puissante, une sorte d'euphorie différente et profonde », ce qui rend l'album « tout à fait valable ».
Jonah Krueger de Consequence n'aime pas le disque, arguant que la seule raison pour laquelle il existe est pour que Waters puisse « profiter de l'occasion pour réécrire l'histoire, se présentant comme la seule force créatrice derrière The Dark Side of the Moon et utilisant le Redux comme un forme de fourrage indulgent pour ce faire ». Il déclare également que de nombreux changements apportés par Waters ne faisaient qu'empirer l'album, bien qu'il ait complimenté la qualité globale de la production. Christian Kriticos de Paste a des points de vue similaires, critiquant sa lenteur et ses passages de spoken word.
Le batteur de Pink Floyd Nick Mason a déclaré que Redux était « absolument génial… Ce n'est pas du tout quelque chose qui viendrait gâcher l'original, c'est un complément intéressant à la chose ». Il a soutenu le concept de revisiter et développer les chansons existantes.

## Titres
Toutes les paroles sont écrites par Roger Waters.
| 1.  | Speak to Me              | Mason                          | 01 min 54 s |
| 2.  | Breathe                  | Gilmour, Waters, Wright        | 3 min 22 s  |
| 3.  | On the Run               | Gilmour, Waters                | 3 min 47 s  |
| 4.  | Time                     | Gilmour, Mason, Waters, Wright | 07 min 19 s |
| 5.  | The Great Gig in the Sky | Wright, Torry                  | 5 min 47 s  |
| 6.  | Money                    | Waters                         | 7 min 33 s  |
| 7.  | Us and Them              | Waters, Wright                 | 7 min 36 s  |
| 8.  | Any Colour You Like      | Gilmour, Mason, Wright         | 3 min 18 s  |
| 9.  | Brain Damage             | Waters                         | 4 min 55 s  |
| 10. | Eclipse                  | Waters                         | 02 min 20 s |

## Musiciens
- Roger Waters – chant, basse sur Any Color You Like, synthétiseur VCS3
- Gus Seyffert – basse, guitare, percussions, claviers, synthétiseur, chœurs
- Jonathan Wilson – guitares, synthétiseur, orgue
- Johnny Shepherd – orgue, piano
- Jon Carin – claviers, synthétiseur, orgue, lap steel
- Robert Walter – piano sur The Great Gig in the Sky
- Joey Waronker – batterie, percussions
- Via Mardot – thérémine
- Azniv Korkejian – chant
- Gabe Noel – arrangements de cordes, sarangi

## Classements hebdomadaires
| Classement (2023)                  | Meilleure place |
| ---------------------------------- | --------------- |
| Allemagne (Media Control AG)       | 3               |
| Autriche (Ö3 Austria Top 40)       | 6               |
| Belgique (Flandre Ultratop)        | 9               |
| Belgique (Wallonie Ultratop)       | 1               |
| Danemark (Tracklisten)             | 8               |
| Écosse (OCC)                       | 1               |
| Espagne (Promusicae)               | 20              |
| États-Unis (Billboard 200)         | 142             |
| Finlande (Suomen virallinen lista) | 32              |
| France (SNEP)                      | 11              |
| Italie (FIMI)                      | 5               |
| Japon (Oricon)                     | 32              |
| Nouvelle-Zélande (RIANZ)           | 24              |
| Pays-Bas (Mega Album Top 100)      | 3               |
| Portugal (AFP)                     | 1               |
| Royaume-Uni (UK Albums Chart)      | 4               |
| Royaume-Uni (Rock & Metal Albums)  | 1               |
| Suède (Sverigetopplistan)          | 39              |
| Suisse (Schweizer Hitparade)       | 5               |